# Daniel B. Clark
Pour les articles homonymes, voir Clark et Daniel Clark (homonymie).
Daniel Bryan Clark — né le 28 avril 1890 au Missouri (lieu inconnu), mort le 14 novembre 1961 à San Bernardino (Californie) — est un directeur de la photographie américain (membre de l'ASC), connu comme Daniel B. Clark (souvent crédité Daniel Clark ou Dan Clark).

## Biographie
Au cinéma, Daniel B. Clark est chef opérateur de plus de quatre-vingt-dix films américains dès 1921 (donc durant la période du muet) et jusqu'en 1938.
Notamment, il dirige les prises de vues de nombreux westerns muets ou parlants ayant pour vedette Tom Mix, dont Three Jumps Ahead de John Ford (1923) et The Great K and A Train Robbery de Lewis Seiler (1926).
Mentionnons également plusieurs films de la série cinématographique dédiée au détective Charlie Chan (personnifié par Warner Oland), dont The Black Camel d'Hamilton MacFadden (1931, avec Sally Eilers et Béla Lugosi) et Charlie Chan aux jeux olympiques d'H. Bruce Humberstone (1937, avec Katherine DeMille et Pauline Moore).
Par ailleurs, citons aussi The Last of the Duanes d'Alfred L. Werker (1930, avec George O'Brien et Lucile Browne) et This Is the Life de Marshall Neilan (1935, avec Jane Withers et Sally Blane).
Après son retrait du grand écran, Daniel B. Clark revient comme directeur de la photographie à la télévision américaine, sur six séries de 1952 à 1954, dont Cisco Kid (sept épisodes, 1953-1954, avec Duncan Renaldo dans le rôle-titre).
Membre de l'American Society of Cinematographers (ASC), il en est le président de 1926 à 1928.

## Filmographie partielle

### Cinéma

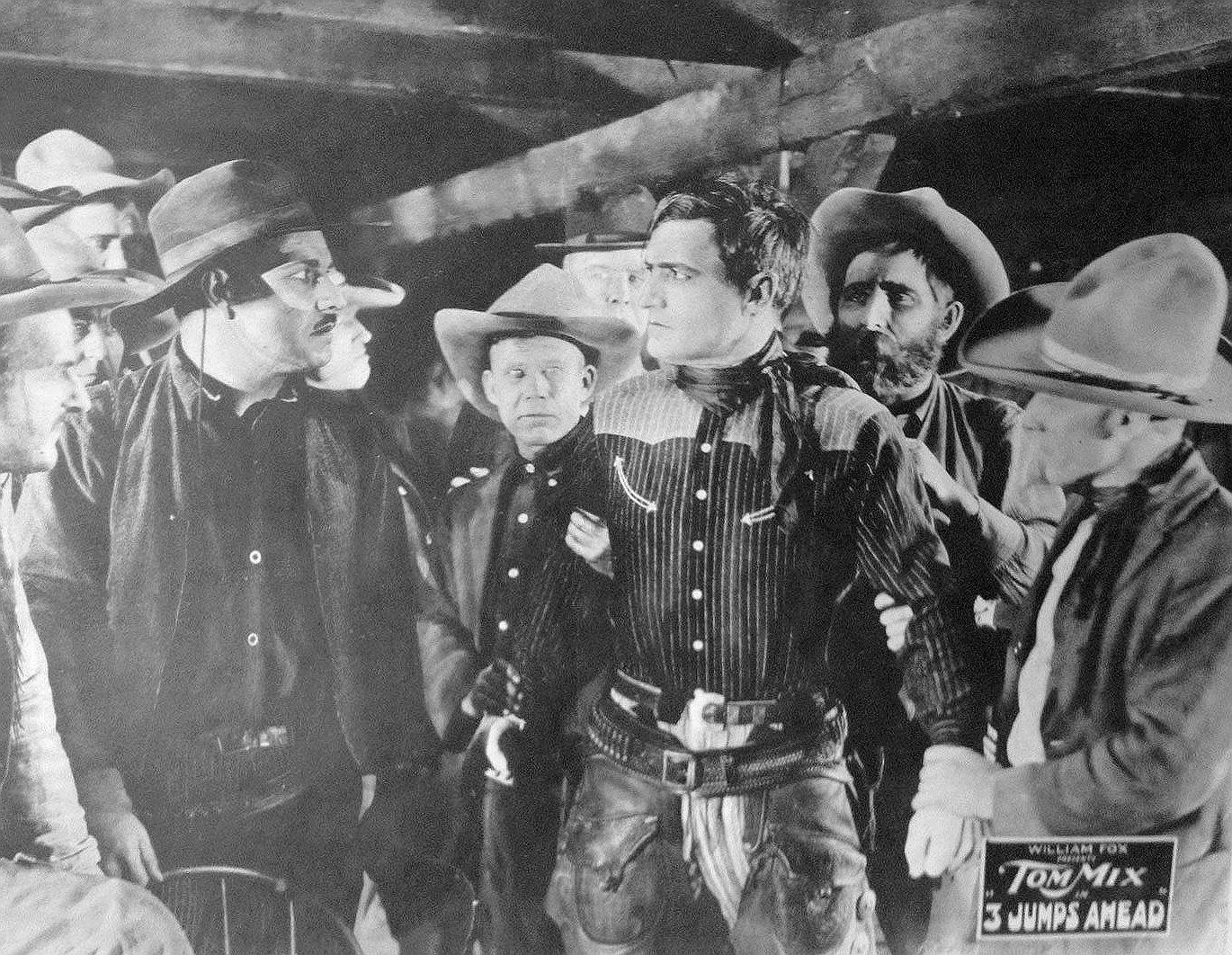
Three Jumps Ahead (1923), avec Tom Mix ((tête nue)

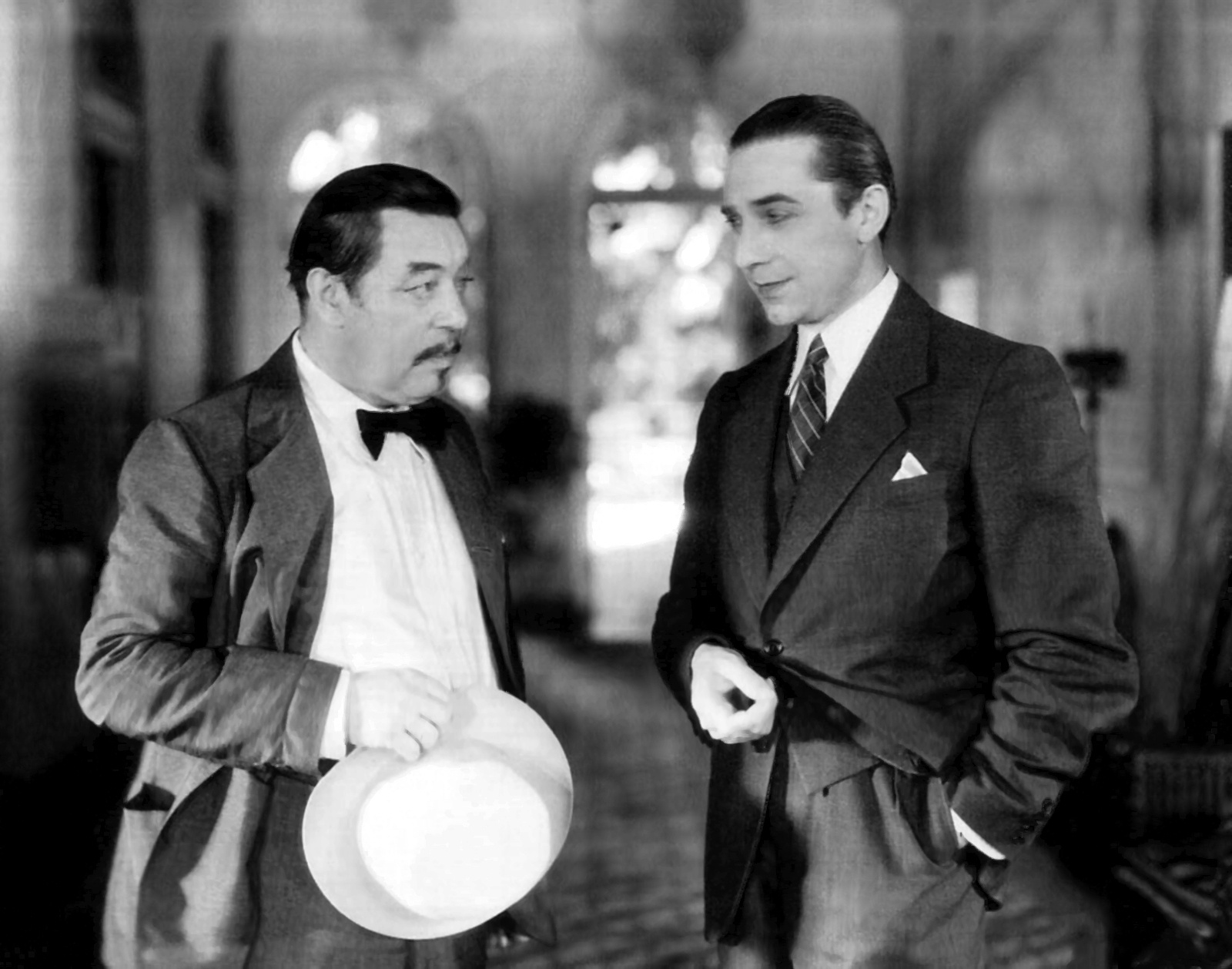
The Black Camel (1931), avec Warner Oland (à g.) et Béla Lugosi

- 1919 : The Lone Star Ranger de J. Gordon Edwards
- 1921 : The Road Demon de Lynn Reynolds
- 1922 : Up and Going de Lynn Reynolds
- 1922 : La Manière forte (For Big Stakes) de Lynn Reynolds
- 1922 : Centaure (Just Tony) de Lynn Reynolds
- 1922 : Tom Mix in Arabia de Lynn Reynolds
- 1922 : Dur à cuire (Cath My Smoke) de William Beaudine
- 1923 : Three Jumps Ahead de John Ford
- 1923 : Héros diabolique (en) (Romance Land) d'Edward Sedgwick
- 1923 : T'excite pas (Soft Boiled) de John G. Blystone
- 1923 : Le Pionnier de la baie d'Hudson (North of Hudson Bay) de John Ford
- 1924 : The Heart Buster de Jack Conway
- 1924 : The Last of the Duanes de Lynn Reynolds
- 1924 : The Deadwood Coach de Lynn Reynolds
- 1925 : Le Brigand gentilhomme (Dick Turpin) de John G. Blystone
- 1925 : Le Secret de l'abîme (The Rainbow Trail) de Lynn Reynolds
- 1926 : The Great K and A Train Robbery de Lewis Seiler
- 1926 : Ferme au poste (My Own Pal) de John G. Blystone
- 1926 : Le Dernier de sa race (The Yankee Señor) d'Emmett J. Flynn
- 1926 : Docteur Frakass (Hard Boiled) de John G. Blystone
- 1927 : Tom l'intrépide (The Last Trail) de Lewis Seiler
- 1927 : The Arizona Wildcat de Roy William Neill
- 1928 : Les Rois de l'air (The Air Circus) d'Howard Hawks et Lewis Seiler
- 1928 : Hello Cheyenne d'Eugene Forde
- 1928 : 5000 dollars offerts (Daredevil's Reward) d'Eugene Forde
- 1928 : Sur toute la ligne (A Horseman of the Plains) de Benjamin Stoloff
- 1930 : Le Dernier des Duane (The Last of the Duanes) d'Alfred L. Werker
- 1930 : Rough Romance d'A. F. Erickson
- 1931 : The Black Camel d'Hamilton MacFadden
- 1932 : Le Trésor caché (Hidden Gold) d'Arthur Rosson
- 1932 : Mon copain le roi (My Pal, the King) de Kurt Neumann
- 1933 : Smoky d'Eugene Forde
- 1933 : Les femmes aiment le danger (Ladies Love Danger) d'H. Bruce Humberstone
- 1935 : Charlie Chan en Égypte (Charlie Chan in Egypt) de Louis King
- 1935 : Charlie Chan in Paris de Lewis Seiler
- 1935 : This Is the Life de Marshall Neilan
- 1936 : Le Médecin de campagne (The Country Doctor) de Henry King
- 1936 : Educating Father de James Tinling
- 1936 : Charlie Chan at the Circus d'Harry Lachman
- 1936 : Back to Nature de James Tinling
- 1936 : Cargaison humaine (Human Cargo) d'Allan Dwan
- 1936 : Champagne Charlie de James Tinling
- 1936 : Pepper de James Tinling
- 1937 : Par trois longueurs (Checkers) de H. Bruce Humberstone
- 1937 : Step Lively, Jeeves! d'Eugene Forde
- 1937 : Charlie Chan aux jeux olympiques (Charlie Chan at the Olympics) d'H. Bruce Humberstone
- 1937 : Angel's Holiday de James Tinling
- 1937 : Petit Démon (The Holy Terror) de James Tinling
- 1937 : Casse-cou (Born Reckless) de Malcolm St. Clair et Gustav Machatý
- 1937 : Charlie Chan at Monte Carlo d'Eugene Forde
- 1938 : Change of Heart de James Tinling
- 1938 : Five of a Kind d'Herbert I. Leeds

### Télévision
- 1953-1954 : Cisco Kid (The Cisco Kid, série)
  - Saison 3, épisode 19 Gun Totin' Papa (1953) de Sobey Martin
  - Saison 4, épisode 6 Battle of Red Rock Pass (1953) de Lew Landers, épisode 13 Outlaw's Gallery (1953) de Lew Landers, épisode 17 Not Guilty (1954) de Paul Landres, épisode 21 Double Deal (1954), épisode 22 Horseless Carriage (1954) de Paul Landres, et épisode 25 Powder Trail (1954)